# Effenbergerite
La effenbergerite è un minerale appartenente al gruppo della gillespite.